# Alien Autopsy – Das All zu Gast bei Freunden
Alien Autopsy – Das All zu Gast bei Freunden ist ein britischer Film des Filmregisseurs Jonny Campbell, der von Warner Bros. produziert wurde. In Großbritannien startete der Film am 7. April 2006, in Deutschland kam der Film am 16. November 2006 in die Kinos. Der Film ist eine Mischung aus Komödie und Science-Fiction, eine Satire auf die Ereignisse des sogenannten Santilli-Films über eine angebliche Obduktion eines Außerirdischen infolge des angeblichen UFO-Absturzes von Roswell im Jahr 1947. Das Budget lag bei 10 Millionen Dollar. Der Film spielte aber weniger als die Hälfte ein. Warner Home Video veröffentlichte den Film am 3. Juli 2006 in Großbritannien und am 16. März 2007 in Deutschland auf DVD.

## Handlung
Ray lebt vom Verkauf von Film-Schwarzkopien auf dem Schwarzmarkt. Mit seinem besten Freund Gary ist er in den USA auf der Suche nach Elvis-Andenken, um diese zu Geld machen zu können. Von Harvey, einem ehemaligen Kameramann der US Army, bekommen sie aber ein viel verlockenderes Angebot: Originalaufnahmen der Autopsie des 1947 in Roswell abgestürzten Außerirdischen. Von dem exzentrischen Drogenbaron Lazlo Voros, der vom Phänomen der Kornkreise besessen ist, erhalten sie das nötige Geld für den Kauf des Originalbandes. Zurück in London stellt sich aber heraus, dass das Filmmaterial nahezu zerstört ist.
Um ihren zwielichtigen Geldgeber zu beschwichtigen, kommen sie auf die wahnwitzige Idee, mit Hilfe einiger Freunde und einem Nachbau des Alien-Leichnams die Obduktion nachzustellen und neu aufzuzeichnen. Voros ist von der Vorführung zu begeistert, als dass er den billigen Schwindel bemerkt. Der Film soll auch der Weltöffentlichkeit präsentiert werden, sodass sie die Aufführungsrechte für viel Geld an zahlreiche Medien in aller Welt verkaufen. Währenddessen spürt eine Nachrichtenmoderatorin den alten Harvey auf, der von Ray und Gary verlangt, seine Anonymität zu wahren. Sie fälschen daraufhin ein Interview mit einem Obdachlosen, der den vermeintlichen Kameramann mimt, um die Moderatorin abzulenken.
Schließlich wird der nun restaurierte Originalfilm zurückgebracht. Am Ende vergraben Ray und Gary den Film auf einem Feld, um der Geschichte ein Ende zu setzen.

## Kritik
„Glanzminuten des britischen Humors.“

„Eine […] weitgehend grob gestrickte und nur gelegentlich zu feiner Ironie neigende Mediensatire.“

Die Deutsche Film- und Medienbewertung (FBW) in Wiesbaden verlieh dem Film das Prädikat besonders wertvoll.